# Bosbies-associatie
De bosbies-associatie (Scirpetum sylvatici) is een associatie uit het dotterbloem-verbond (Calthion palustris).

## Naamgeving en codering
- Syntaxoncode voor Nederland (rVvN): r16Ab04
- BWK-karteringscode: hc

De wetenschappelijke naam Scirpetum sylvatici is afgeleid van de botanische naam van bosbies (Scirpus sylvaticus).

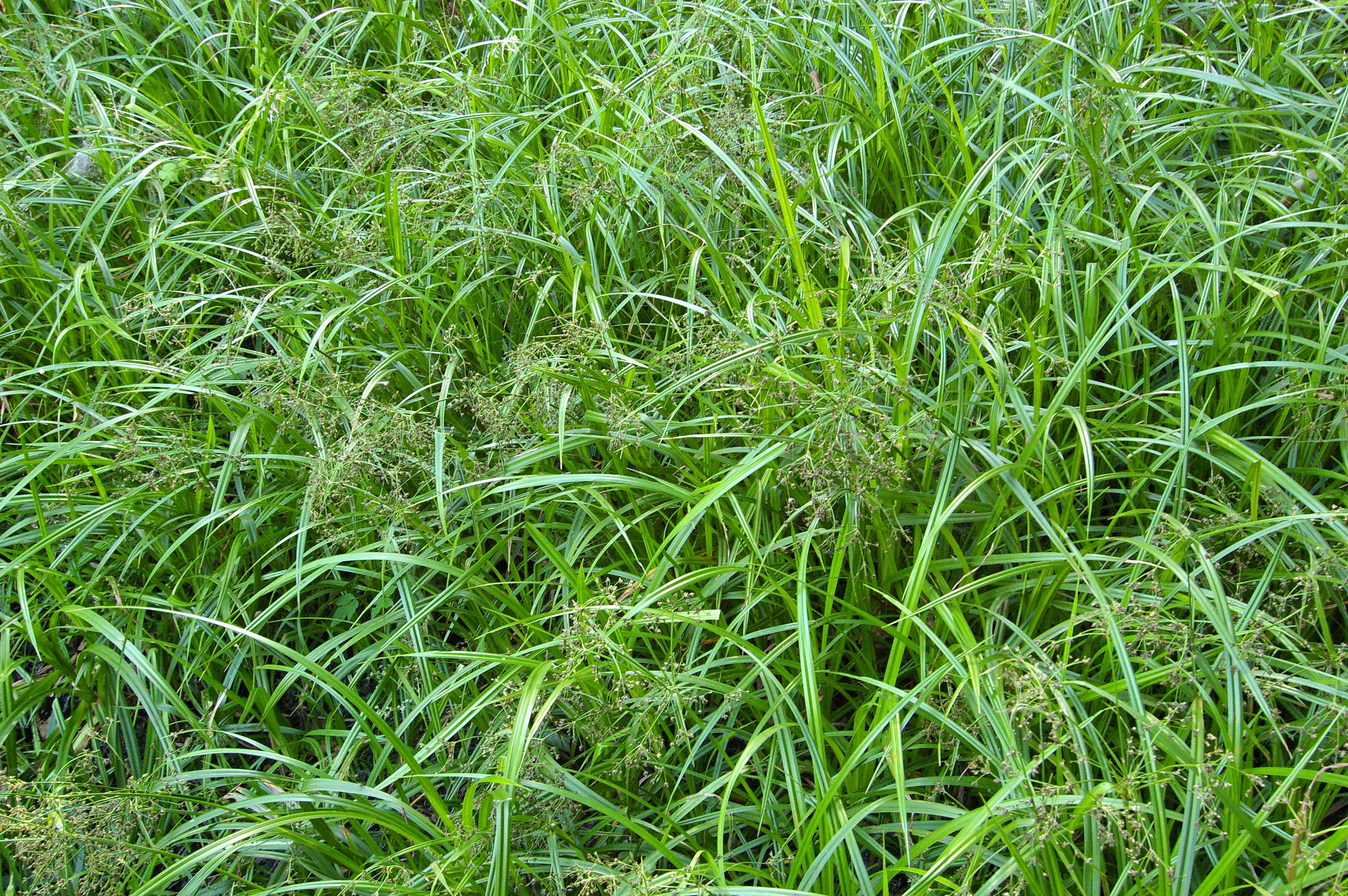
Bosbies

## Ecologie
De bosbies-associatie is gebonden aan beekdalen.

## Vegetatiezonering
In de vegetatiezonering vormt de bosbies-associatie doorgaans contactgemeenschappen met andere vegetatie van het dotterbloem-verbond. Daarnaast wordt de associatie ook in contact aangetroffen met associaties van de riet-klasse; in dit geval gaat het dan dikwijls om vlotgras-verbond of het verbond van scherpe zegge.

## Diagnostische taxa
In de onderstaande tabel staan de belangrijkste diagnostische plantentaxa van de bosbies-associatie voor Nederland en Vlaanderen.
Kruidlaag
| Kentaxon | Diff.soort | Presentie | Triviale naam       | Botanische naam                   | Opmerking       | Afbeelding |
| -------- | ---------- | --------- | ------------------- | --------------------------------- | --------------- | ---------- |
| kA       | -          | 100%      | bosbies             | Scirpus sylvaticus                |                 |            |
| kV       | -          | 60%       | moerasrolklaver     | Lotus pedunculatus                |                 |            |
| kV       | -          | 56%       | echte koekoeksbloem | Silene flos-cuculi                |                 |            |
| kV       | -          | 33%       | gewone dotterbloem  | Caltha palustris subsp. palustris |                 |            |
| kV       |            | 22%       | tweerijige zegge    | Carex disticha                    |                 |            |
| kO       |            | 56%       | lidrus              | Equisetum palustre                |                 |            |
| kO       |            | 44%       | kale jonker         | Cirsium palustre                  |                 |            |
| bg       |            | 59%       | moerasspirea        | Filipendula ulmaria               | constante soort |            |

## Fotogalerij

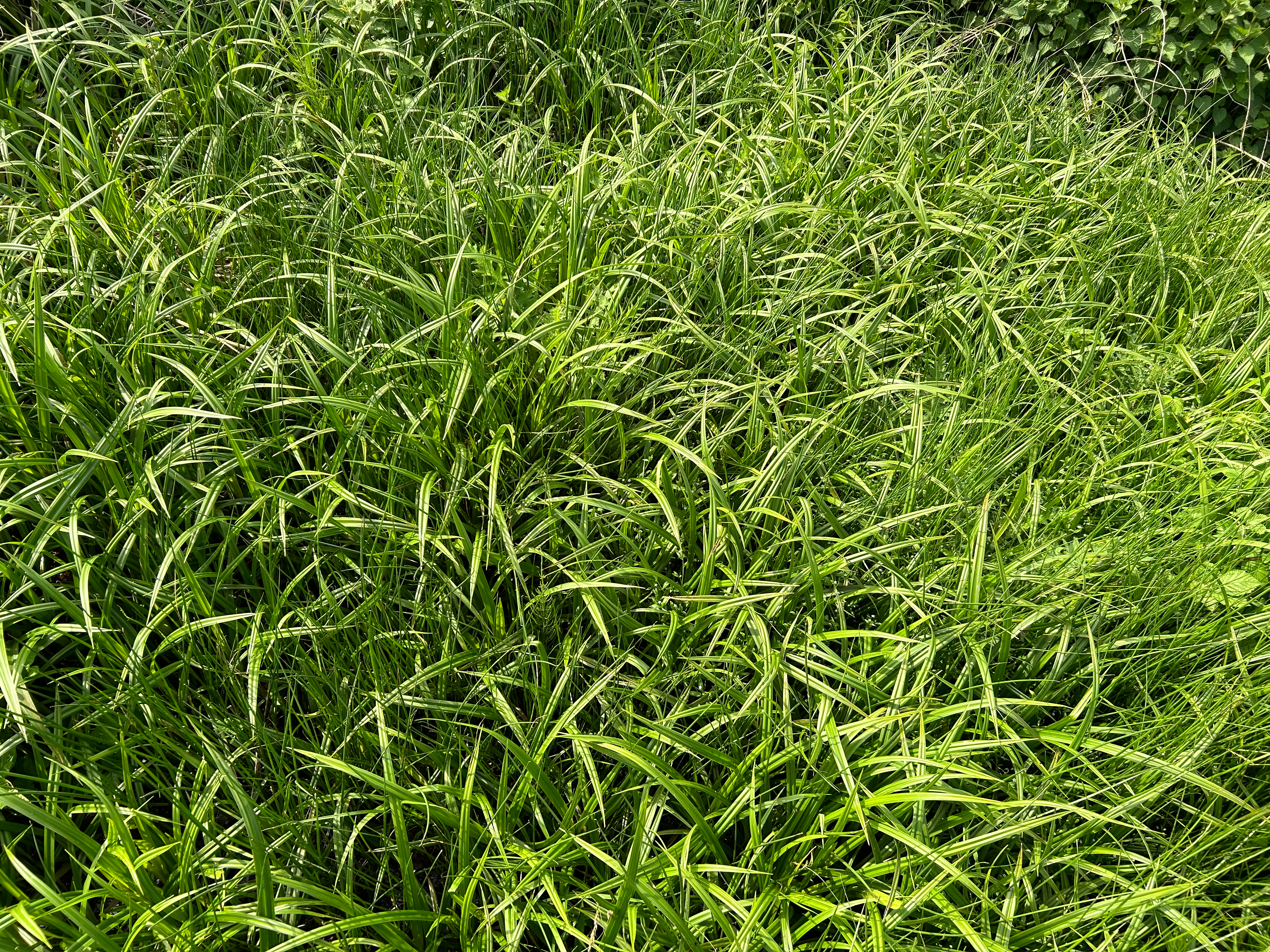
De bosbies-associatie in een eutrofe kwelsloot
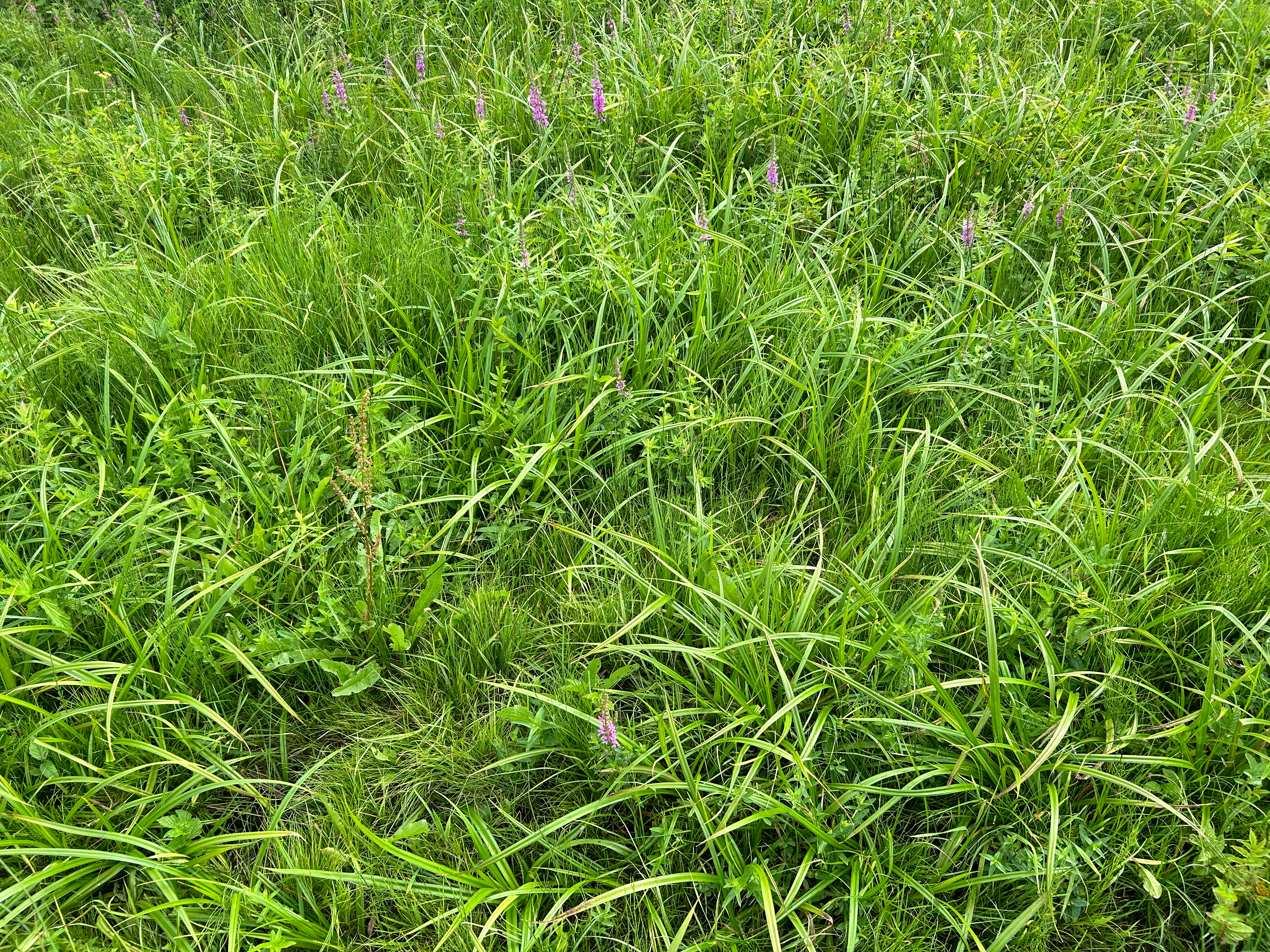
Zomeraspect van een grazige vorm van de associatie
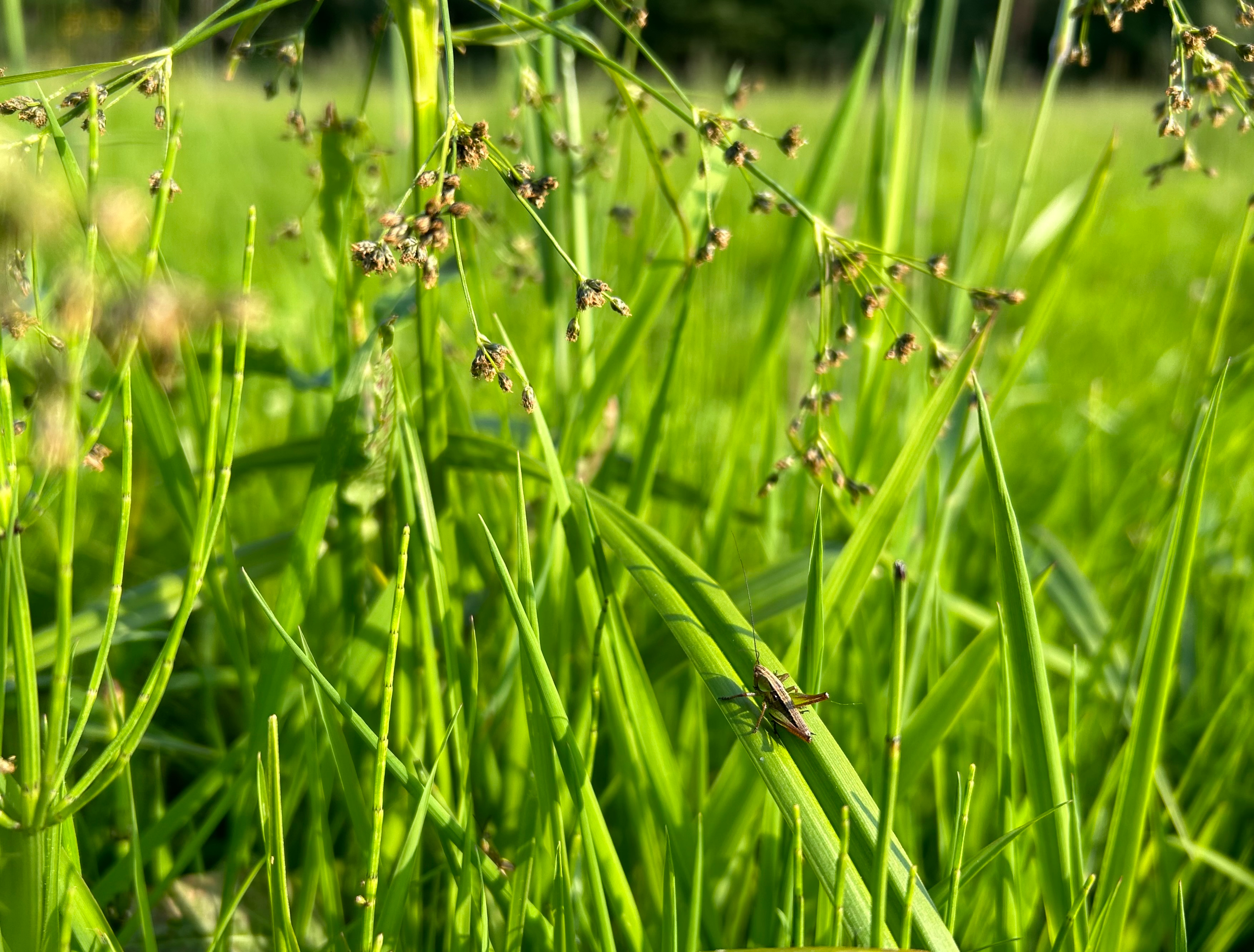
Een jonge greppelsprinkhaan in de bosbies-associatie

Orde: Molinietalia (pijpenstrootje-orde)

Verbond: Junco-Molinion (verbond van biezenknoppen en pijpenstrootje)

Associaties:
Cirsio dissecti-Molinietum (blauwgrasland)
 Crepido-Juncetum acutiflori (associatie van veldrus en gevlekte orchis)
Verbond: Calthion palustris (dotterbloem-verbond)

Associaties:
Rhinantho-Orchidetum morionis (associatie van harlekijn en ratelaar)
 Lychnido-Hypericetum tetrapteri (associatie van echte koekoeksbloem en gevleugeld hertshooi)
Ranunculo-Senecionetum aquatici (associatie van boterbloemen en waterkruiskruid)
Scirpetum sylvatici (bosbies-associatie)
Angelico-Cirsietum oleracei (associatie van gewone engelwortel en moeraszegge)

Orde: Arrhenatheretalia (glanshaver-orde)

Verbond: Alopecurion pratensis (verbond van grote vossenstaart)

Associaties:
Fritillario-Alopecuretum (kievitsbloem-associatie)
Sanguisorbo-Silaetum (associatie van grote pimpernel en weidekervel)
Verbond: Arrhenatherion elatioris (glanshaver-verbond)

Associaties:
Arrhenatheretum elatioris (glanshaver-associatie)
Verbond: Cynosurion cristati (kamgras-verbond)

Associaties:
Lolio-Cynosuretum (kamgrasweide)
Galio-Trifolietum (associatie van ruige weegbree en aarddistel)